# Kleiner Kolpiner See
Der rund 10 ha große und durchschnittlich zwei Meter tiefe Kleine Kolpiner See befindet sich im Ortsteil Kolpin der Gemeinde Reichenwalde im Landkreis Oder-Spree in Brandenburg.
Im Kleinen Kolpiner See kommen Karpfen und Zander vor.